# جوناثان إس. بوش
جوناثان إس. بوش (بالإنجليزية: Jonathan S. Bush)‏ هو شخصية أعمال أمريكي، ولد في 10 مارس 1969.